# 신밧드: 7대양의 전설
《신밧드: 7대양의 전설》(영어: Sinbad: Legend of the Seven Seas)은 드림웍스 애니메이션에 의해 2003년 개봉된 애니메이션 영화이다. 이 영화는 1억 2500만 달러의 적자를 냈는데 이 수치는 역사상 박스 오피스에서 가장 높은 수치의 적자이다. 이 때문에 드림웍스는 파산 직전까지 갔으며, 이후 14년만에 TV 2D 애니메이션인 터보 FAST를 제작하기 전까지는 한동안 2D 애니메이션을 제작하지 않았다.

## 줄거리
신밧드와 그의 해적단은 시라쿠사로 향하는 마법의 평화의 책을 훔쳐서 피지로 은퇴하기 전 마지막 작업으로 몸값을 요구하려 한다. 신밧드는 그것이 어린 시절 가장 친한 친구인 시라쿠사의 프로테우스 왕자에 의해 보호되고 있다는 것을 보고 놀란다. 신밧드는 어쨌든 책을 훔치려 하지만, 케투스가 배를 공격하면서 그의 시도는 좌절된다. 신밧드와 프로테우스는 케투스를 물리치기 위해 협력하고 잠시 동안 그들의 유대감을 재확인한다. 짐승은 패배했지만, 신밧드는 배에서 바다로 끌려간다.
신밧드는 불화의 여신 에리스에 의해 구출되는데, 그녀는 평화의 책과 교환하여 자신이 원하는 어떤 이득이든 그에게 제안한다. 신밧드와 그의 선원들은 책을 훔치기 위해 시라쿠사로 가지만, 프로테우스와 그의 약혼자 마리나 공작부인을 본 후, 신밧드는 임무를 포기한다. 이를 예상한 에리스는 직접 책을 훔치고 그 죄를 신밧드에게 씌운다. 신밧드는 사형 선고를 받지만, 프로테우스는 재판을 방해하고 대신 신밧드를 보내 책을 되찾게 하며, 자신을 인질로 삼는다. 마리나는 신밧드가 성공하는지 확인하기 위해 몰래 따라가고, 둘은 프로테우스의 상황에 대한 신밧드의 경솔한 태도 때문에 빠르게 부딪친다. 그들을 막기 위해 에리스는 최면을 거는 노래 목소리로 신밧드와 그의 선원들을 매혹시키는 신화 속 세이렌 무리를 보낸다. 영향을 받지 않은 마리나는 배를 안전한 곳으로 조종하고 선원들의 호의를 얻는다. 그러나 그녀와 신밧드는 계속해서 갈등한다. 에리스는 이러한 불화를 보고 로크를 보내 마리나를 붙잡는다. 그녀는 신밧드에게 구출되고, 그들은 성공적으로 그 생물을 물리친다. 그 후, 둘은 화해한다.
이러고도 다른 사건들 이후, 신밧드와 마리나는 잠시 평화로운 순간에 이야기를 나눈다. 마리나는 항상 바다에서의 삶을 꿈꿔왔다고 밝히고, 신밧드는 10년 전 마리나를 사랑했기 때문에 프로테우스와 거리를 두었다고 밝힌다. 그들은 에리스의 영역에 도착하여 들어서고, 여신은 자신의 계획이 프로테우스를 신밧드의 자리로 조종하여 시라쿠사를 상속자 없이 혼란에 빠뜨리는 것이었다고 밝힌다. 에리스는 신밧드에게 거래를 제안한다. 그녀는 신밧드에게 평화의 책을 얻지 못하면 시라쿠사로 돌아가 처형을 받아들일 것인지 물을 것이고, 그가 솔직하게 대답하면 책을 넘겨줄 것이라고 말한다. 그녀는 심지어 신도 깰 수 없는 이 거래를 지킬 것이라고 약속한다. 그가 돌아가겠다고 대답하자, 에리스는 그를 거짓말쟁이라고 부르며 그와 마리나를 필멸의 세계로 돌려보낸다. 부끄러워진 신밧드는 에리스가 옳다고 인정하며, 자신을 이기적이고 검은 마음을 가진 거짓말쟁이라고 진정으로 믿는다. 신밧드와 사랑에 빠진 마리나는 눈물을 흘리며 그에게 도망치라고 촉구하고, 그는 그렇게 하는 것처럼 보인다.
시라쿠사에서 프로테우스는 참수될 준비를 하지만, 마지막 순간에 신밧드가 나타나 그의 자리를 대신한다. 격분한 에리스가 나타나 사형 집행인의 칼을 부러뜨려 신밧드를 구하고, 그가 돌아온 것을 꾸짖는다. 신밧드는 이것이 그녀의 시험의 일부였고, 결국 자신의 대답이 진실임을 증명하여 승리했음을 깨닫는다. 격분했지만 여신으로서 자신의 말을 어길 수 없는 에리스는 마지못해 신밧드에게 책을 넘겨주고, 다른 곳에 혼돈을 뿌리러 떠난다. 진범이 밝혀지자, 신밧드는 사면되고 풀려난다.
평화의 책이 시라쿠사에 복원되자, 프로테우스와 신밧드는 다시 친구로서 헤어진다. 신밧드와 그의 선원들은 또 다른 항해를 떠날 준비를 하며 마리나를 시라쿠사에 남겨둔다. 그가 모르는 사이에 프로테우스는 마리나가 신밧드와 바다에서의 삶을 사랑하게 된 것을 보고, 그녀를 약혼에서 해방시켜 신밧드의 배에 합류하게 한다. 마리나는 배가 항해를 시작하는 순간 자신의 존재를 드러내며 신밧드를 놀라게 하고, 둘은 키스를 나눈다. 이제 함께, 그들과 선원들은 배가 노을 속으로 항해하면서 또 다른 항해를 떠난다.

## 한국판 성우진(KBS, 2005년 9월 16일)
- 김승준 - 신밧드(브래드 피트)
- 서혜정 - 마리나(캐서린 지타존스)
- 이주연 - 에리스(미셸 파이퍼)
- 김영진 - 프로테우스(조지프 파인스)
- 한상덕 - 케일(데니스 헤이스버트)
- 김소형 - 랫(아드리아노 지안니니)
- 박상일 - 디마스(티모시 웨스트)
- 김창주 - 루카(짐 커밍스)
- 서문석 - 진(라만 후이)
- 홍진욱 - 리(천창)
- 위훈 - 첨(앤드류 버치)
- 이윤선 - 제드(콘래드 버논)